# Бенардос Микола Миколайович

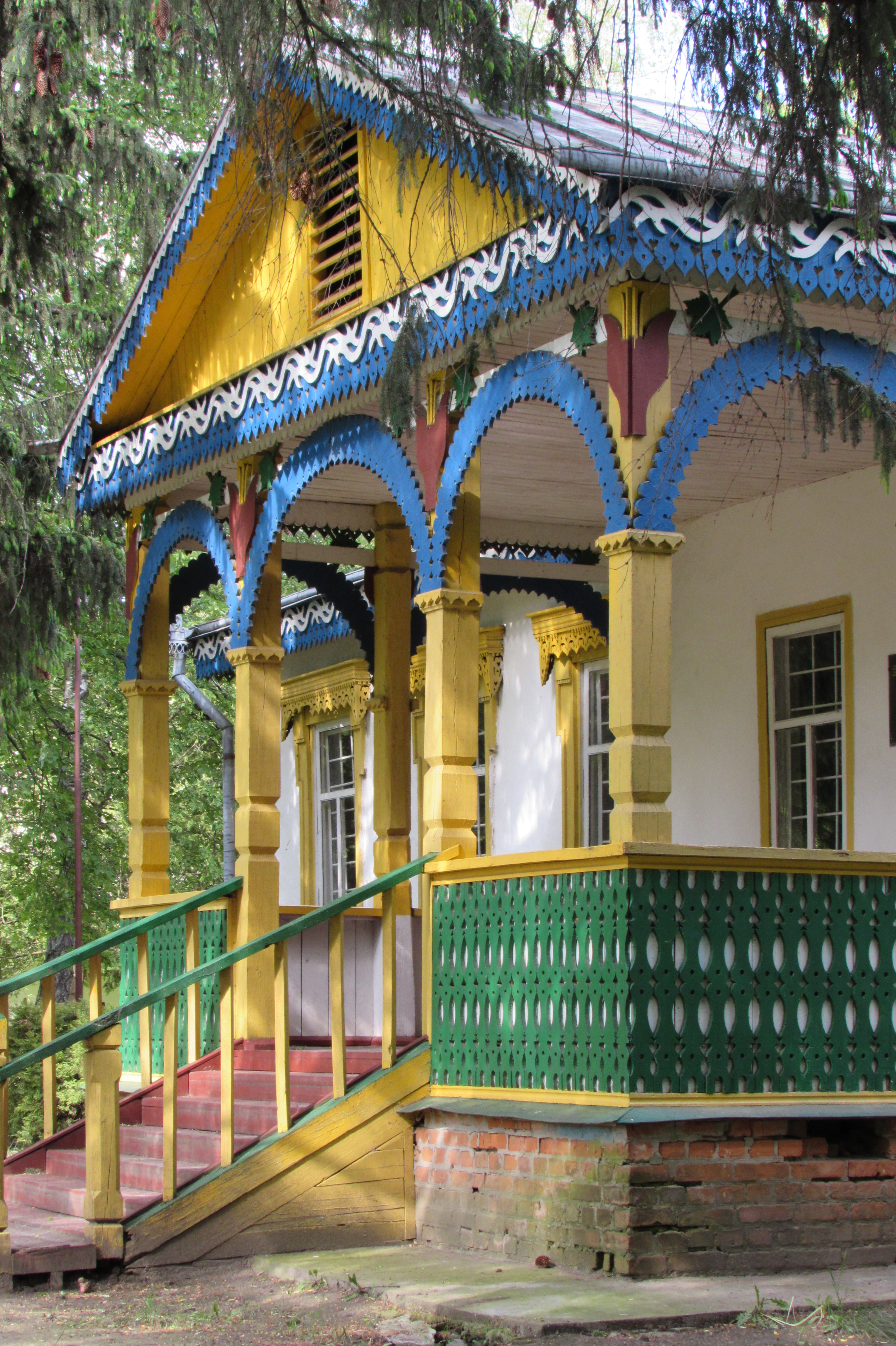
Музей Миколи Бенардоса у Переяславі.

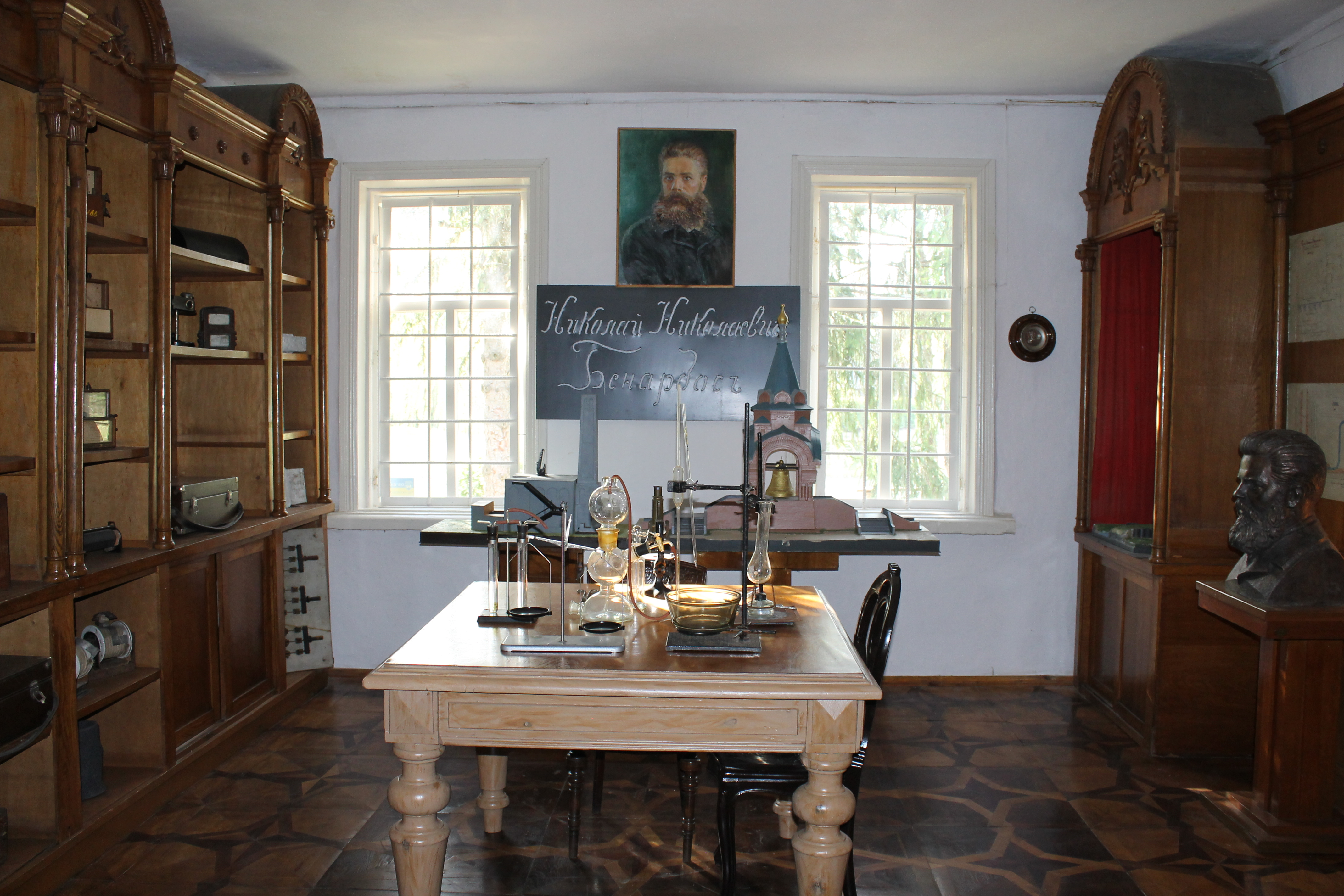
Лабораторія.

Мико́ла Микола́йович Бена́рдос (26 липня (7 серпня) 1842 , Бенардосівка, Єлисаветградський повіт, Херсонська губернія, Російська імперія  — 8 (21) вересня 1905 , Фастів, Васильківський повіт, Київська губернія, Російська імперія ) — український винахідник грецького походження, творець дугового електрозварювання (1882).

## Біографія
Микола Миколайович Бенардос народився в селі Бенардосівці Єлизаветградського повіту Херсонської губернії (тепер село Мостове Миколаївської області, Україна).
У 1862—66 роках навчався на медичному факультеті Київського універистету, у 1866—1867 — у Петровській землеробській і лісовій академії у Москві (нині Тімірязєвська сільсько-господарська академія).
На початку 1870-х років Микола Бенардос став винахідником-професіоналом. Наприкінці 1870-х і на початку 1880-х років він їздив до Німеччини, Франції, Англії й Іспанії вивчати техніку та способи реалізації деяких своїх винаходів, для якої в Росії були несприятливі умови.
Одночасно з цим активно підтримував селян. Надавав безкоштовну медичну допомогу, відкрив аптеку. У власному маєтку збудував школу з бібліотекою, де безкоштовно навчалися діти селян. На той час у селі Лух, де він проживав, це був єдиний навчальний заклад.
Бенардос жив у Костромській губернії, а від 1884 року проводив велику винахідницьку роботу в Петербурзі.
У 1889 році вчена рада Петербурзького електротехнічного інституту присвоїла Бенардосу почесне звання інженера-електрика. У 1892 році Російське технічне товариство нагородило Миколу Бенардоса медаллю.
1898 року Микола Бенардос повернувся в Україну і оселився у Фастові на Київщині, де й жив до самої смерті. Похований біля Воскресенської церкви на церковно-парафіяльному цвинтарі в історичному центрі міста.

## Наукова діяльність і винахідництво
Основні напрями винахідницької діяльності Миколи Бенардоса — електротехніка, електрозварювання.
За силою і глибиною винахідницького таланту, широтою інтересів, надзвичайною наполегливістю в роботі і працездатністю Микола Миколайович Бенардос справедливо займає одне з перших місць серед винахідників світу. За неповними даними, йому належить близько 120 винаходів.
Світову славу Бенардосу принесло винайдення електричного дугового зварювання і різання металів — одного з найважливіших сучасних технологічних процесів. Особливо багато уваги він приділяв дуговому зварюванню вугільним електродом, яке дістало назву «Спосіб Бенардоса». Бенардоса справедливо вважають родоначальником дугового електрозварювання, бо він накреслив головні напрями його розвитку, розробив основні принципи багатьох сучасних способів дугового зварювання. Крім того, Бенардос створив багато конструкцій зварювальних автоматів, розробив способи дугового зварювання різними електродами, дугового різання, підводного зварювання та різання, зварювання на вертикальній поверхні. Винахідник запровадив механізацію і автоматизацію зварювальних процесів, також висловив ідею зварювання в газовому струмені й під флюсом. Він винайшов оригінальні способи точкового і шовного контактного електрозварювання.
Бенардосу належить також багато винаходів в інших галузях техніки, зокрема у залізничному й водному транспорті, енергетиці, військовій справі, сільському господарстві, акумуляторобудуванні, побутовій техніці.

## Музей Миколи Бенардоса
У травні 1981 року засновано музей Миколи Бенардоса у Переяславі. Музей розмістили на території Музею народної архітектури та побуту Середньої Наддніпрянщини НІЕЗ «Переяслав», у будинку, перевезеному із села Вороньків Бориспільського району. Робочий кабінет, вітальня, майстерня та лабораторія Бенардоса відтворені за описом і гравюрою з французького журналу «La Nature» за 1881 рік.

## Вшанування пам'яті
- 1981 року у місті Фастів встановлено пам'ятник Миколі Бенардосу
- Музей Миколи Бенардоса у місті Переяслав, поряд із ним пам'ятник науковцю
- вулиці Бенардоса у місті Фастів Київської області, селищі Братське та рідному селі Мостове (колишня Бенардосівка)